# Line
Line (стилизуется как LINE) — приложение для смартфонов и ПК, средство моментального обмена сообщениями корейского происхождения. Разработано компаниями NHN Japan Corporation и NHN Corp. Базовые функции доступны бесплатно, отдельно оплачиваются покупки большинства стикеров и внутриигровых товаров.
Изначально выпущено в виде приложения для Android и iOS в июне 2011 года после сильного землетрясения Хонсю. Затем сервис был предложен для BlackBerry (август 2012), Nokia Asha (март 2013), Windows Phone (июль 2013) а также для Firefox OS в 2014 году. Существуют версии для ПК, работающие на платформах Windows и macOS. Ныне мессенджер поддерживается только для Android, iOS, macOS и Windows.
В мае 2013 года приложение достигло 150 млн загрузок. На апрель 2014 года количество пользователей превысило 400 млн.
У пользователей имеется возможность искать группы и профили близких людей с помощью line id. Поиск по названиям отсутствует. Новостные сообщества зачастую принадлежат известным личностям, частным организациям и СМИ.
Для работы сквозного шифрования, оно должно быть включено у обеих участников переписки в настройках программы; в противном случае, LINE может иметь доступ к содержимому. С 2016 года эта функция была включена по-умолчанию. Также мессенджер собирает статистику использования приложения.
Среди подобных приложений, Line является одним из наиболее успешных в финансовом плане (58 млн долларов США в 1 квартале 2013 года, 132 млн во 2 квартале), получая существенную часть выручки из покупки стикеров и внутриигровых товаров в Line Games. Также часть денег авторы LINE зарабатывают на рекламе. Кроме системы мгновенного обмена сообщениями, компания Line предлагает более полусотни приложений, включая игры, утилиты, фото и видео-приложения. К третьему году существования, сам Line и его добавочные приложения насчитывали более миллиарда скачиваний по всему миру.

## История
Приложение было разработано в 2011 работниками дополнительной компании NHN Japan от южнокорейской IT-корпорации Naver. Их целью было создать приложение для стабильных контактов с семьёй в случае различных природных катастроф. Приложение Line быстро получило популярность в Японии: количество пользователей резко повысилось, достигнув 50 миллионов за первый год, тем самым став самым используемым мессенджером в Японии. К настоящему времени в приложение добавлены такие функции как «Игры Line», «Line-такси», и другие. Официальный сайт Line доступен на 17 языках во всем мире.
По аналогии с некоторыми другими мессенджерами, например Telegram, 31 августа 2018 года Line объявил о запуске собственного публичного блокчейна Link Chain и криптовалюты под названием Link.

## Функции
При открытии мессенджера есть 5 кнопок, расположенных внизу главного экрана. Каждая кнопка указывает основные функции Line: список друзей, бесплатный чат текстом, хроника новостей, бесплатный звонок и коллекция других функций. В списке друзей можно проверить профиль пользователя, включающий аватар профиля и имя. Снизу от профиля находится список функции Line, который доступен при нажатии на последнюю кнопку в списке на главном экране приложения. Также там находится список друзей — следующий в списке функции. Он показывает аватар и имя друзей пользователя. Пользователи могут получить доступ к сообщениям и звонкам, открыв профиль друзей. В функции бесплатного чата пользователям доступна история своего чата с друзьями, также есть возможность следить за коммерческой активностью компаний при добавлении их в список друзей. У пользователи есть функциональная возможность обмениваться новостями в режиме блога, а добавленные в друзья компании используют эту функцию для продвижения своих продуктов. Бесплатные звонки доступны по нажатию «звонок контакту», облегчая поиск кого-либо по контакту. Последняя кнопка главного экрана открывает весь список доступных функций Line. Список следующий: контактный лист друзей, стикеры, магазин тем, официальные аккаунты, звонки, хранение данных, подарочный магазин, Line-друзья, B612, Looks, Line-эмодзи, Line-камера, Line @, Line square, планировщик и Line pay.

### Стикеры
Компания Line имеет различные эмодзи, которые называются «стикерами». Корейский дизайнер Канг Бёнг Мок создал 11 главных стикеров и других героев для наружной компании и фрилансеров, созданные для продажи. Доход стикеров в компании Line составляет всего 22 процента. Дизайнерам можно создавать и регистрировать свои стикера как для продажи на рынке, так и в известной компании Disney, которая сотрудничает и регистрируют стикеры в компании Line.

### Игры Line
В 2011 году NHN Japan выпустила Line Games для пользователей приложения Line. Игроки могут соединяться с друзьями, отправлять и получать подарки, покупать руби для повышения игрового опыта. Некоторые из Line Games: Line Rangers, Line Bubble 2, Line Brown Farm, Line Play, Line Pop 2, Line little Knights, Line Popchocolate, Line Pop, Line Puzzle, Line Bubble, Line Disney Tsum Tsum, Line I love Coffee, Line Dragon Project. Главными героями являются в основном героями Line Friends.
В 2016 году Line Games скачали более 2 миллионов пользователей, что является большой выгодой для компании Line.

### Line Taxi
Line Taxi позволяет заказывать такси через интерфейс мессенджера. Line Taxi является частью основного приложения Line, потому отдельная установка сервиса не требуется. Платежи за поездку проходят через интегрированный Line Pay. Line Taxi был запущен в Токио, Япония, в 2015 году. Сейчас также доступен в Тайване и Таиланде.

### Line Pay
Функция Line Pay позволяет совершать безналичные платежи с помощью привязанного к аккаунту Line кошелька. В соответствии плану Японского правительства, согласно которому Япония должна отказаться от наличных денег к 2020 году, Line Pay сыграет в нём большую роль, выполняя цели правительства.

## Доля рынка
Line начал работу в 2011 году, чтобы создать стабильную сеть персональных контактов в случае катастрофы. Через год после его работы количество пользователей мессенджера достигло 50 миллионов, большинство из которых было из Японии. В 2013 году Line добавил ещё 150 миллионов пользователей, что было на 400 процентов больше по Таиланд, Тайвань и Япония. К концу 2016 число пользователей достигало 201 миллионов. Line доминирует на рынке Таиланда, Тайваня, Японии и Малайзии. В 2018 году Line стал 18-м в списке самых используемых социальных приложений во всем мире после Snapchat с числом ежемесячных пользователей в 203 миллиона человек.

## Магазины Line
Компания Line открыла собственные магазины во всем мире с продукцией, связанной с Line friends. Первый магазин начал работу в Токио в 2014 году. В магазинах продают различные продукты, например, блокнот со стикерами Line friends, кофе бутилированный со стикерами Line friends. Магазины привлекают внимание туристов.
На данный момент открыты в Сеуле, Нью-Йорке, Токио, Лос-Анджелесе и Бангкоке.
Самый большой магазин Line сейчас находится в Итэвоне (Сеул, Южная Корея).

## Бизнес-модель
Line является бесплатным приложением для обмена сообщений. Имеет популярность в Азии и с недавнего времени в Испании и Германии. Основной доход в компанию идёт с продажи рекламы, игр и стикеров. На доход с рекламы приходится примерно 35 %, на игры — 35 %, и на продажу стикеров — 22 % от общего дохода компании.

## Цензура
В 2014 году сервисы Line были заблокированы «Золотым щитом» в Китайской Народной Республике.
В России 28 апреля 2017 года Роскомнадзор внесла в список запрещенных несколько телекоммуникационных сервисов, включая LINE. Похоже, что в мае телекоммуникационные компании предприняли шаги по постепенному блокированию доступа к LINE и другим услугам с помощью смартфонов. Российский закон о регулировании Интернета обязывает операторов социальных сетей хранить личную информацию своих российских клиентов на территории страны и предоставлять ее по требованию властей; считается, что LINE нарушила это положение. Согласно сообщениям, BBM, Imo.im и Vchat были добавлены в список запрещенных сервисов, в дополнение к LINE. В 3 мая 2017 года серверы Line были внесены Роскомнадзором в Единый реестр запрещённых сайтов, после чего у российских пользователей начали наблюдаться проблемы с получением и отправкой сообщений.